# Esclavitud en Brasil

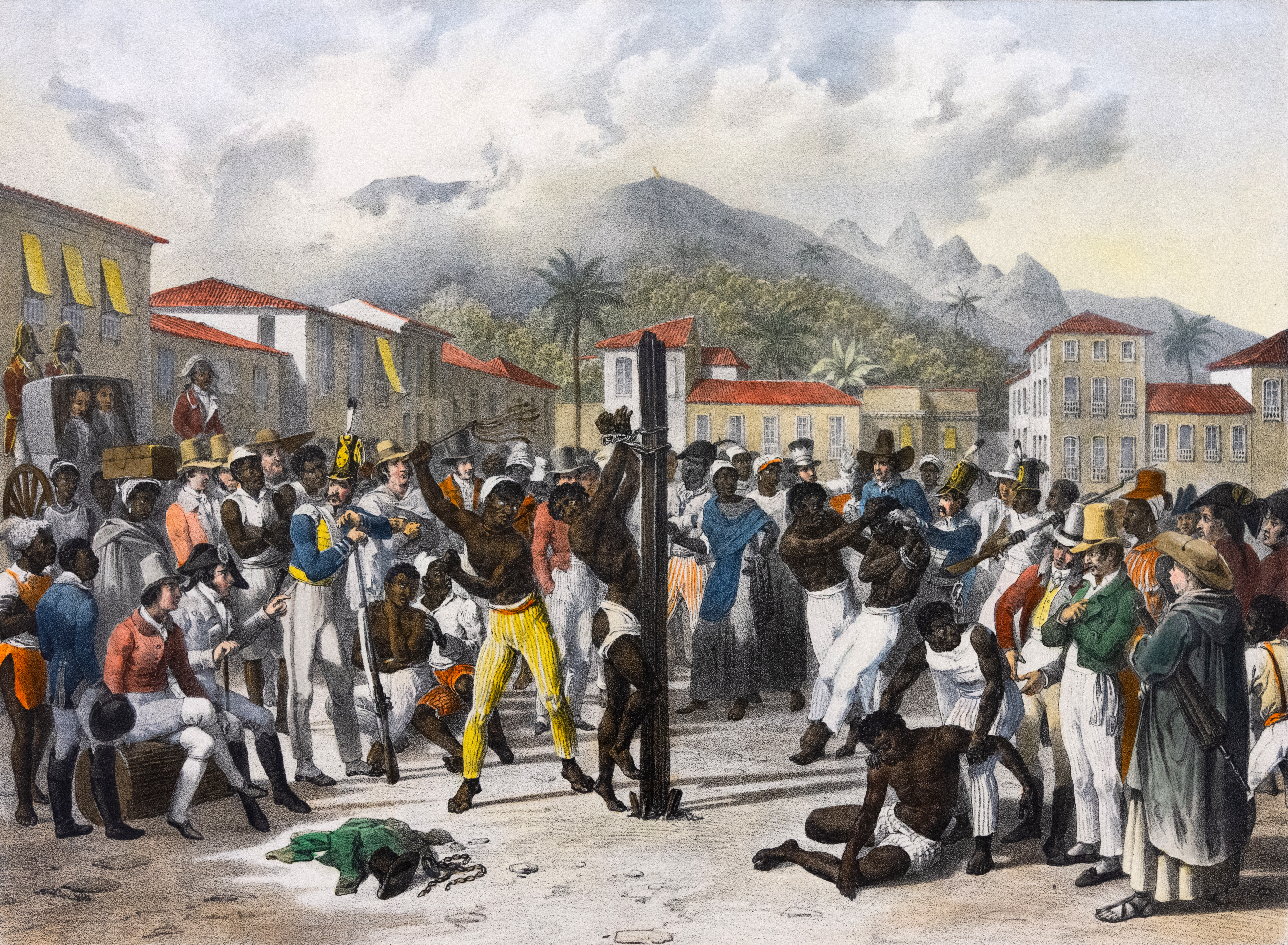
Castigo a un esclavo en Brasil, por Mauricio Rugendas (circa 1830)

La esclavitud, también conocida como esclavismo, fue la forma de relación social de producción adoptada, de una forma general, en Brasil desde el periodo colonial hasta poco antes del final del Imperio. La esclavitud en Brasil estuvo marcada principalmente por la explotación de la mano de obra de negros traídos de África y transformados en esclavos en Brasil por los europeos colonizadores del país.
Muchos indígenas también fueron víctimas de ese proceso. La esclavitud indígena fue abolida oficialmente por el Marquês de Pombal, a finales del siglo XVIII. Los esclavos fueron utilizados principalmente en la agricultura – sobre todo para la actividad azucarera – y en la minería, siendo, así, esenciales para el mantenimiento de la economía. Algunos de ellos desempeñaban también varios tipos de servicios domésticos y/o urbanos.
La esclavitud solo fue oficialmente abolida en Brasil con la firma de la Ley Áurea, el 13 de mayo de 1888, por la princesa Isabel, entonces regente del Imperio, en nombre de su padre, el emperador Don Pedro II. Sin embargo, el trabajo obligatorio y el tráfico de personas permaneció existiendo en el Brasil actual, constituyendo la llamada esclavitud moderna, que difiere substancialmente de la anterior.

## Esclavización de pueblos originarios

### Esclavitud entre los pueblos originarios

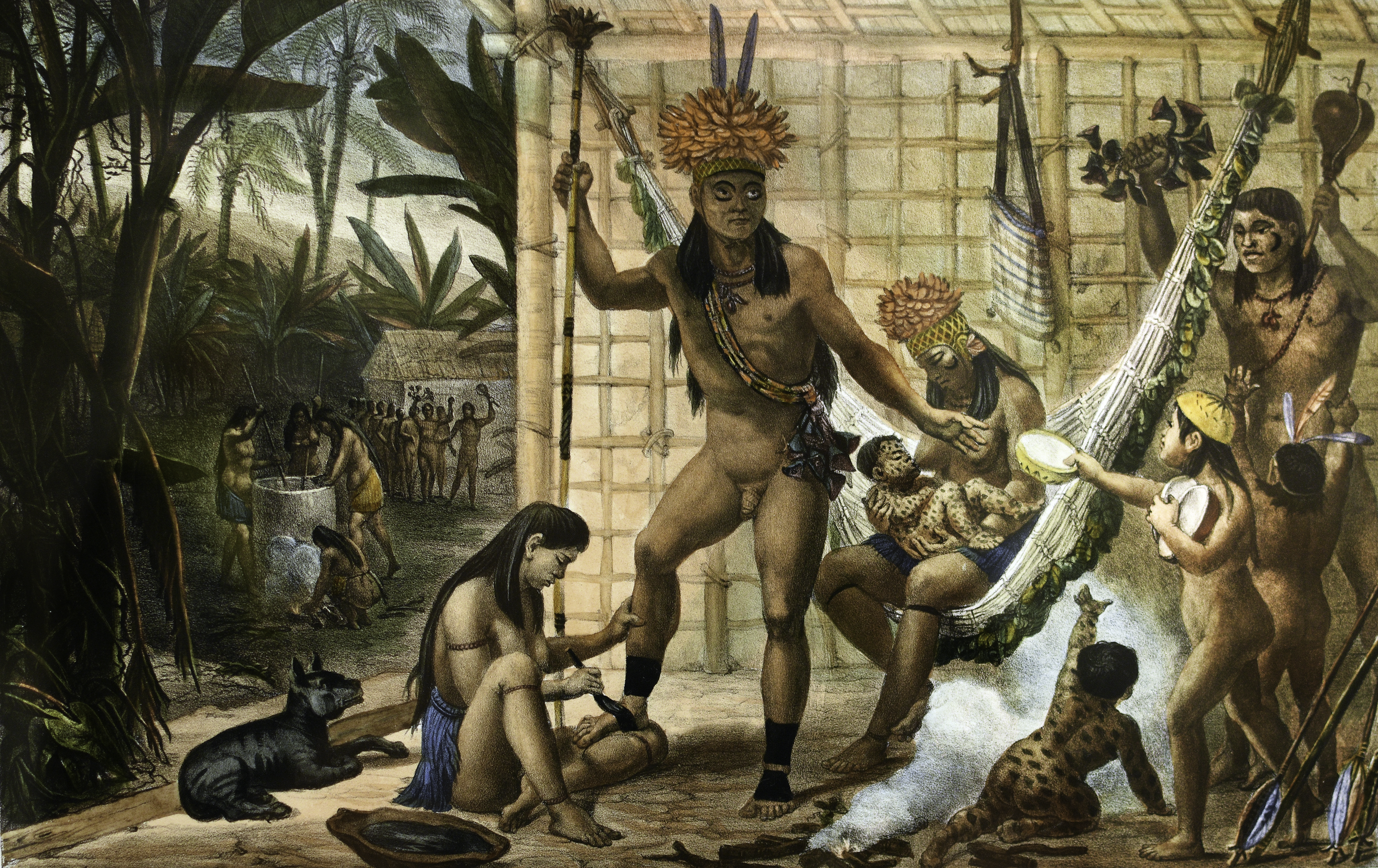
"Familia de un jefe camacã se prepara para una fiesta", de Jean Baptiste Debret - Los indios fueron los primeros esclavos en Brasil

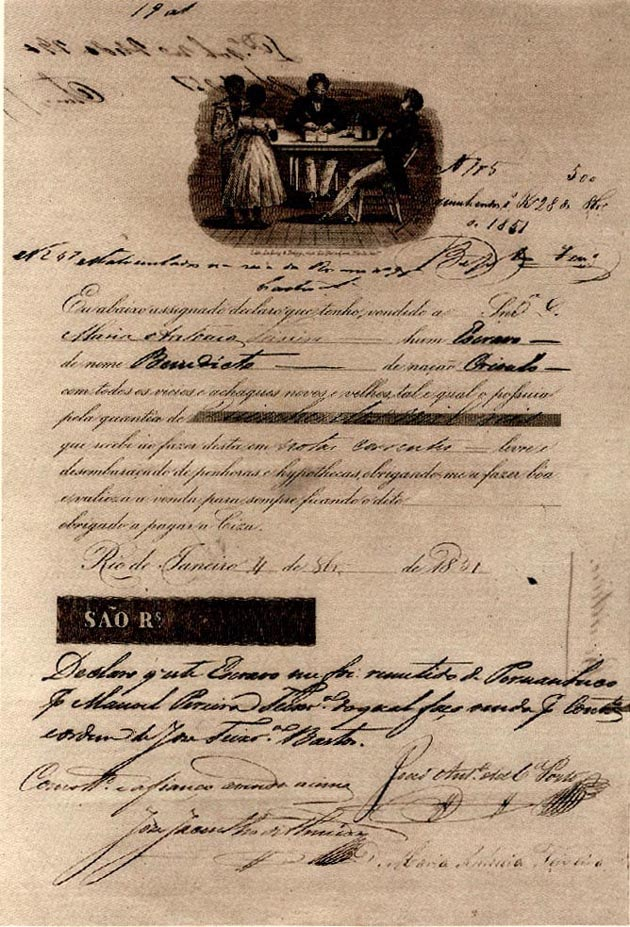
Recibo de compraventa y venta de esclavos. Río de Janeiro, 1851.

En lo hoy conocido como Brasil, la esclavitud ya era practicada por los indios antes de la llegada de los europeos, aunque no en la forma monstruosa que adquirió con la conquista sino más bien en maneras más parecidas a las de la antigüedad del Viejo Mundo y de otras culturas. Entre los tupinambás, que eran antropófagos, se podía dar la esclavitud al capturar a un enemigo, aunque en ocasiones el destino de un guerrero enemigo era la antropofagia ritual. Sin embargo la vida del "esclavo" no difería tanto de la de los ciudadanos de la nación que los cautivaba. Entre los tupinambás la esclavitud no tenía demasiado valor económico.
Los cautivos más bien servían para ser exhibidos como trofeos de valor militar y honra, como carne a ser comida en rituales que podían acontecer hasta quince años después de la captura [Cita requerida], como guías, traductores o rehenes. Los esclavos eran incorporados a la comunidad, siendo que algunos (varones o mujeres) se casaban con la gente de la tribu. Sin embargo, generalmente la condición permanecía presente en ellos a menos que se destacaran en la sociedad de alguna manera. Los esclavos eran generalmente bien tratados entre los tupinambás, así como en las naciones rivales que practicaban costumbres más o menos similares al respecto. La situación era más o menos similar a la de los ciudadanos romanos caídos en desgracia por deudas, o la de los griegos con mala fortuna en la guerra (más acorde con las descripciones dejadas por Aristóteles o Platón que con el trato inhumano inaugurado por portugueses y holandeses respecto a los indios primero y a los africanos después). En este tema opera un gran entusiasmo de los escritores conservadores por minimizar la monstruosidad de la institución esclavista establecida por los europeos comparándola con otras maneras de servidumbre.  
Entre las tribus indias que no eran caníbales, pero practicaban la esclavitud, los papanases no tenían costumbre de matar a los que los ofendían, pero hacían de ellos esclavos. Los guaianás no comían carne humana y hacían a los prisioneros esclavos. Los tapuias también hacían a los cautivos esclavos. Relata Gabriel Suenes de Sousa en el Tratado descriptivo de Brasil en 1587:

[...] no son maliciosos los guayaneses, ni son falsos, sino sencillos y de buena condición, y fácil de creer en cualquier cosa. Es gente de poco trabajo, muy molar, no utilizan entre ellos la agricultura, viven de la caza y pescandoa los peces que viven en sus ríos, y las frutas silvestres que da la zarza; Son grandes arqueros y enemigos de la carne humana. No matan a los que cautivan, sino que los aceptan como sus esclavos; cumplen con los blancos, no hacen daño sino buena compañía [...].

Los cadiueus vivían del tributo y del saqueo al que sometían a las tribus sus vecinas. Su sociedad era estratificada y su base estaba constituida por esclavos, prisioneros de los conflictos con las tribus vecinas. Los terenas, a pesar de pagar tributos a los cadiueus  sean sus subordinados, también tenían su sociedad estratificada y su base también estaba constituida por esclavos.

### Apropiación de la esclavitud indígena por los colonizadores portugueses
Las constantes guerras intertribales fueron utilizadas por los colonos en el establecimiento de alianzas que favorecían tanto los intereses de los colonos como los de los propios indios. Los portugueses, con estas alianzas, obtenían mano de obra, a través de la tradición tupí del cunhadismo, con la adquisición de "indios de cuerda" y de un ejército aliado poderoso. Ulrich Schmidl relata que João Ramalho "puede reunir 5 000 indios en un sólo día". Los indios también veían en los colonos aliados poderosos que los ayudaban contra sus enemigos. Según Russell-Wood, los portugueses construyeron su imperio "con y no aisladamente contra los pueblos con los cuales entraron en contacto".

La guerra constante entre las tribus y la enemistad entre los grupos principales han sido explotados por los europeos. Por lo tanto, los portugueses fueron amigos de los tupiniquins, que eran los mayores enemigos de los tamoios y de los tupinambás, que se convirtieron en aliados de los franceses, que estaban tratando de invadir el dominio de los portugueses. En el sur, sucedió lo mismo: los grupos tupí se unieron a los portugueses, y los guaraní a los españoles. En el momento del descubrimiento y la colonización, la población indígena se estimaba en 4,5 millones en Brasil.

Los portugueses dividían a los indios en dos grupos: los "indios mansos" y los "indios bravos". Los indios "bravos" eran enemigos , hacían alianzas con europeos enemigos, eran considerados extranjeros, justificando las llamadas "guerras justas". Los indios "mansos" eran los aliados de los portugueses, eran fundamentales para el fortalecimiento de los portugueses, eran vasallos del Rey de Portugal y defensores de las fronteras del Brasil portugués.
Los indios aliados no solo participaron de los combates, también suministraron las armas y la táctica de guerra". La metáfora de los "muros" y "baluarte" usada por los portugueses para designar a los indios aliados, significando protección, fue repetida a lo largo de toda la época colonial.

De hecho, según informa la legislación indígena colonial, el apoyo y la defensa de la colonia dependía de los aldeanos y los aliados indios, ya que constituían el grueso de las tropas de guerra

La Corona portuguesa concedía varios beneficios a sus aliados indígenas, como la concesión de hábitos de las órdenes militares. Con el hábito de la orden militar, el indio adquiría el título de "don" y, frecuentemente, una tenencia, un rendimiento dado por el rey, y en la jerarquía colonial, pasaba a ser un noble vasallo del rey de Portugal. La política indigenista llevó a la formación de una élite colonial indígena con el objetivo de fortalecer las alianzas y lealtad de los indios y de considerar a los indios aliados a la semejanza de los colonos europeos.
Los indios que se destacaban por la lealtad pasaban a ocupar cargos oficiales, como el de juez o concejal, en las cámaras de algunas villas y ciudades de Brasil Colonia. Recibían honras y privilegios que los distinguían de los otros colonos y formaban parte de la "nobleza de la tierra".

Advirtió e instó el Excmo. a todos los residentes, que también obedecieran a los jueces y veriadores Indios como a los europeos, los cuales tenían jurisdicción y superioridad sobre todos los residentes, que les administrasen justicia y arresto cuando delinqüirem.

El cargo de gobernador de los indios, de entrada atribuido a Filipe Camarão, un gran guerrero y hábil estratega de la tribu de los potiguares, tenía, también, como función, organizar los asentamientos indígenas y el reclutamiento de los tercios de los indios, donde había servido como capitán-mor.
Los indios no solo guardaban las fronteras también controlaban a los esclavos africanos, propensos a sublevarse o huir y a unirse a los europeos enemigos de los portugueses. Por ser maestros en seguir pistas, los indios eran también contratados por los propietarios de ingenios para capturar y rescatar esclavos huidos de los ingenios y haciendas, en este proceso también auxiliaban los capitanes del mato (negros o mulatos libres) en la captura de esclavos huidos.
Además de eso, a partir de un cierto momento, la propia Iglesia Católica pasó, a través principalmente de los jesuitas, a hacer un trabajo de catequización junto a los indios, dificultando a los portugueses y sus hijos medio indios y tribus aliadas la esclavización de los indios aliados de los franceses. Esta posición fue defendida por los jesuitas en Brasil, que también tenían esclavos, lo que generó conflictos con la población local interesada en la esclavitud, culminando en conflicto, en la llamada "La expulsión de los padres" en 1640.

### Esclavitud indígena voluntaria
En 30 de julio de 1566, fue creada la ley que reglamentó por primera vez la esclavitud voluntaria de los indios. Según esa ley, promulgada por una junta convocada por Mem de Sá, "los indios sólo podrían venderse a sí mismos en caso de extrema necesidad, siendo que todos los casos deberían ser obligatoriamente sometidos a la autoridad para examen".
Lamentablemente, esa norma quedó en un gesto -como el de la corona española al reconocer la "humanidad" de los americanos-, y siguieron produciéndose de hecho el trato diferenciado, la cosificación y el ninguneo de las etnias del continente, que se prolonga en la actualidad con la negación de derechos, la violencia contra comunidades, y la perspectiva sesgada que mantienen muchos historiadores entre otras tantas cuestiones a resolver.

## Esclavitud en lasplantaciones

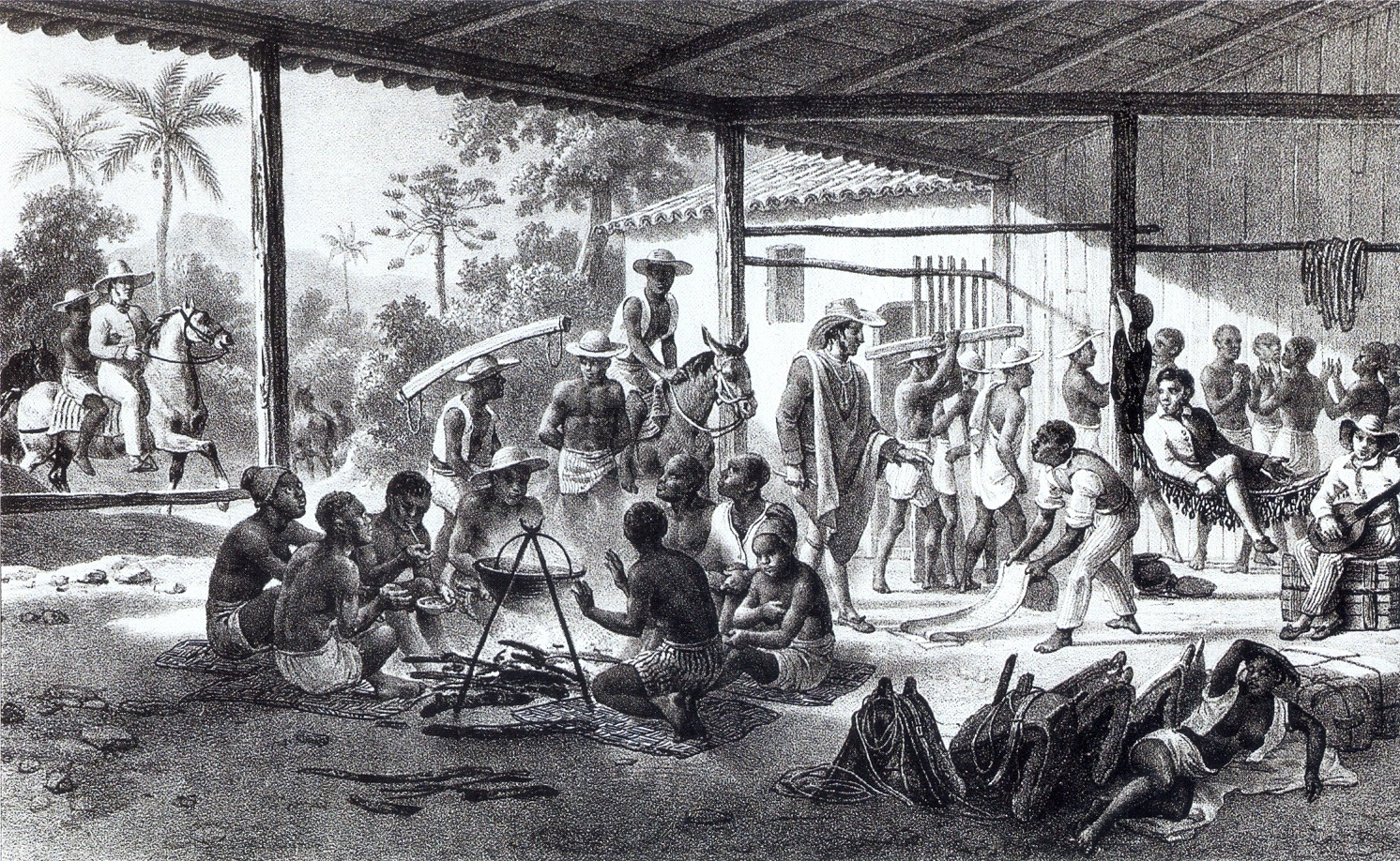
Esclavos descansando en la casa de un señor, en el camino hacia otra hacienda, 1830, por Rugendas

La institución de la esclavitud en Brasil toma forma con la gran propiedad en monocultivo, en la década de 1530. Portugal contaba con poco más de 2 millones de habitantes en la época y apenas podía soportar la pérdida de mano de obra para las expediciones hacia el Oriente, que estaban en todo su auge. Y, así como para cualquiera otro colono europeo, no era interesante para el portugués emigrar hacia los trópicos para ser un simple trabajador del campo. "La esclavitud se hizo, así, una necesidad: el problema y la solución fueron idénticos en todas las colonias tropicales y también subtropicales de América. En las inglesas, donde se intentaron, a principio, otras formas de trabajo, de hecho una semiesclavitud de trabajadores blancos, los indentured servants, la sustitución por el negro no tardó mucho."
El trabajo indígena ya era utilizado en la extracción del palo-brasil y, en el principio, fueron también utilizados en las labores de caña, más o menos benevolentemente. Pero el arreglo no funcionó por mucho tiempo, por dos clases de motivos: los de naturaleza cultural y los de mercado. "En primer lugar, a medida en que afluían más colonos y, por lo tanto, aumentaban las solicitudes de trabajo, iba decreciendo el interés de los indios por los insignificantes objetos con que antes eran pagados por el servicio. Se hicieron más exigentes y el margen  del negocio iba disminuyendo en proporción. Se llegó a entregarles armas, lo que fue rigurosamente prohibido, por motivos que se comprenden. Además de eso, si el indio, por naturaleza, seminómada, se acomodó más o menos bien al trabajo esporádico y libre de la extracción de palo-brasil, ya no acontecía lo mismo con la disciplina, el método y los rigores de una actividad organizada y sedentaria como la agricultura. En poco tiempo se fue haciendo necesario forzarlo al trabajo, mantener vigilancia estrecha sobre él e impedir su fuga y abandono de la tarea en que estaba ocupado. De ahí hacia la esclavitud pura y simple había sólo un paso."
La adquisición de mano de obra esclava se hizo imperativa para el éxito de la colonización holandesa. Los holandeses pasaron a importar esclavos para trabajar en las plantaciones. La Compañía Neerlandesa de las Indias Occidentales comenzó a traficar esclavos de África para el Brasil.

## Comercio atlántico de esclavos africanos

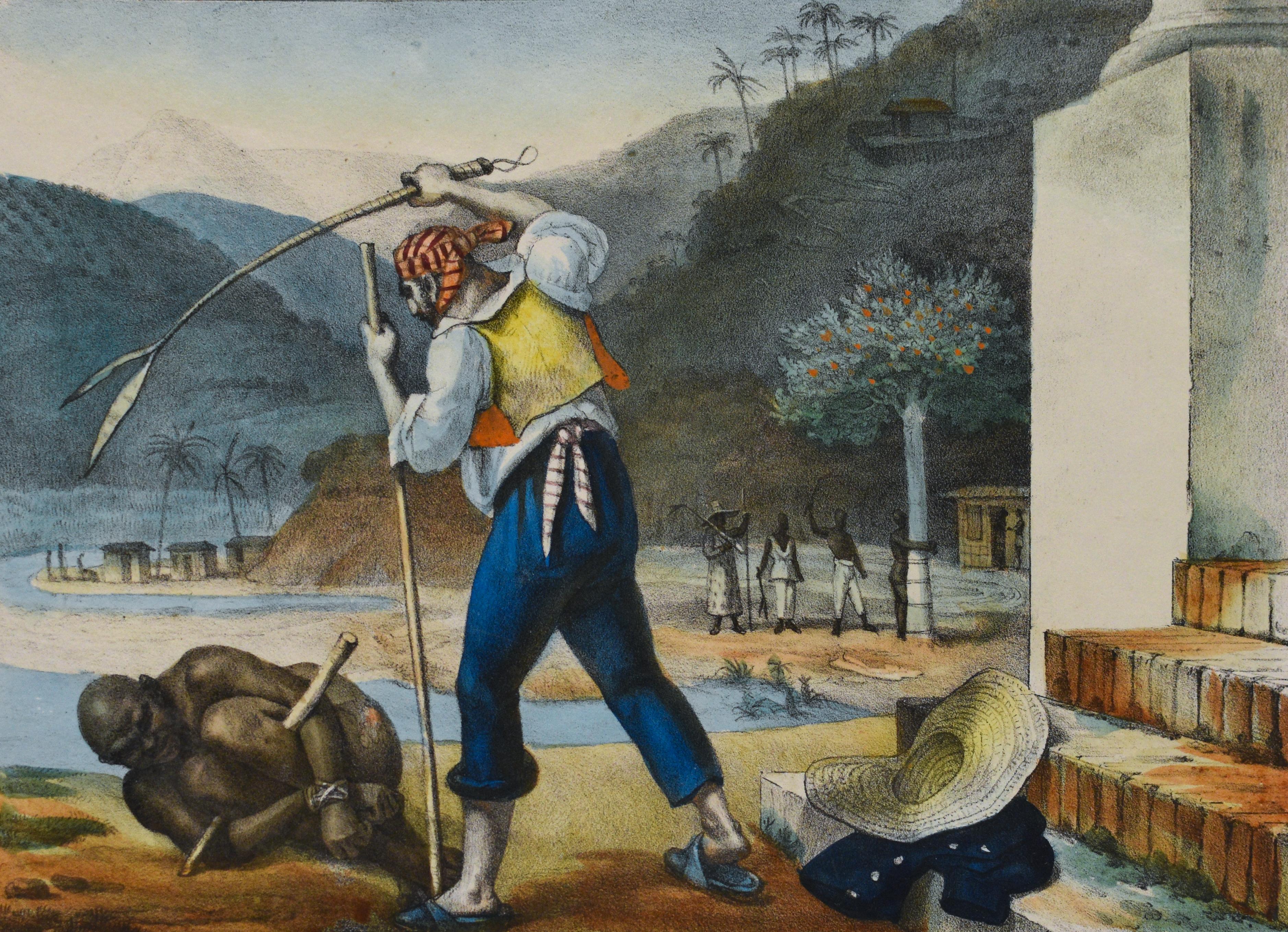
Jean-Baptiste Debret (1768-1848) fue uno de los principales pintores de las condiciones de los esclavos en el Brasil Imperial

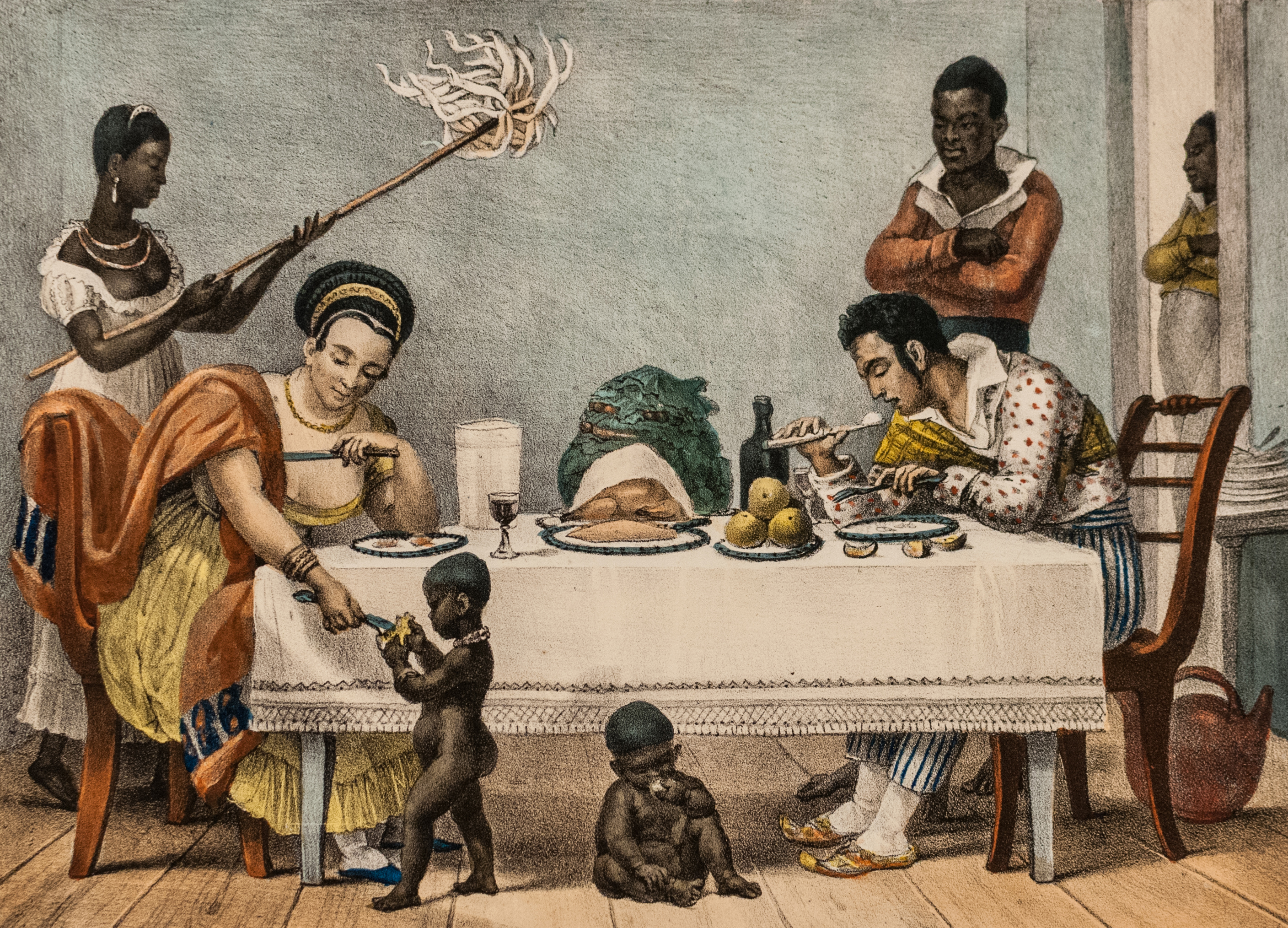
Jean-Baptiste Debret (1768-1848) La cena, una litografía de 1839 que muestra la gran brecha entre amo y sirviente, es obra del artista francés Jean-Baptiste Debret (1768-1848), que pasó 15 años en Brasil capturando la vida cotidiana de una sociedad construida sobre la esclavitud

La primera forma de esclavitud en Brasil fue la de los "gentíos de la tierra" o "negros de la tierra", los indios, especialmente en la Capitanía de São Paulo, donde no tenían posibilidad de adquirir esclavos africanos, en los primeros dos siglos de colonización portuguesa. La esclavización de indios fue prohibida por el Marqués de Pombal. Eran considerados poco aptos para el trabajo. Sin embargo, desmintiendo la exactitud de esta perspectiva, la caza de guaraníes para tal fin persistió durante siglos. 
En Brasil, la esclavitud africana se inició con la producción de la caña de azúcar en la primera mitad del siglo XVI como tentativa de solución a la "falta de brazos para la labranza", como se decía entonces. Los puertos principales de desembarque de esclavos eran: Río de Janeiro, Salvador, Recife y San Luís.
Los portugueses, brasileños y, más tarde, los holandeses, traían a los negros africanos de sus colonias en África para utilizarlos como mano de obra esclava en los ingenios de caña de azúcar del Nordeste. Los comerciantes de esclavos vendían a los africanos como si fueran mercancías, adquiriéndolos de tribus africanas que los habían hecho prisioneros. Los más saludables llegaban a valer el doble de aquellos más débiles o viejos. Eran más valorados, para los trabajos en la agricultura, los negros Bantos, Benguela, Banguela o del Congo, provenientes del sur de África, especialmente de Angola y Mozambique, y tenían menos valor los venido del centro-oeste de África, los negros Mina o de Guinea, que recibieron este nombre por ser embarcados en el puerto de Son Jorge de Mina, en la actual ciudad de Elmina, y que eran más aptos para la minería, trabajo al cual ya se dedicaban en África Occidental. Por estar Bahía más próxima a la Costa de Guinea (África Occidental) que de Angola, la mayoría de los negros baianos eran Minas.

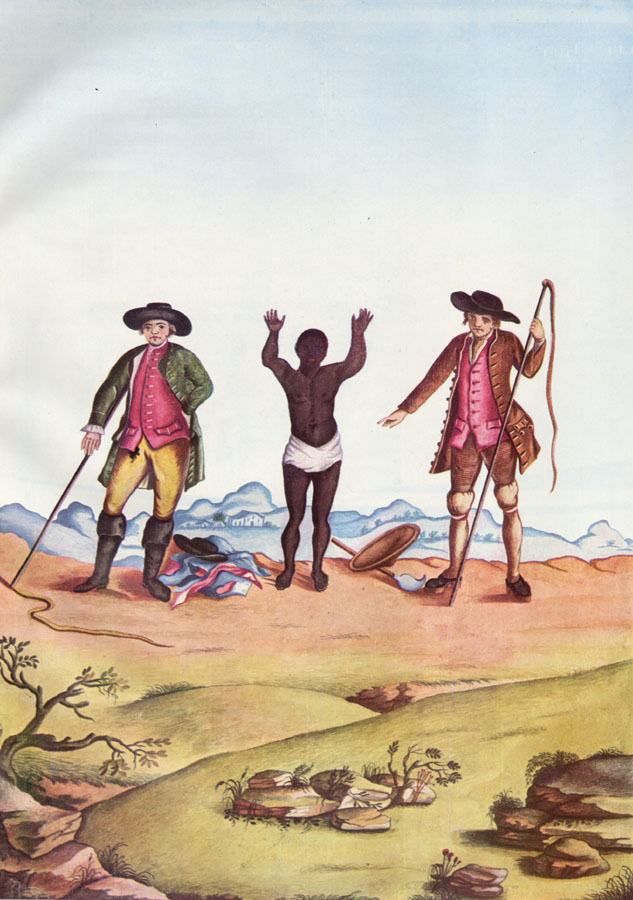
Esclavo siendo azotado en Minas Gerais, en Brasil, durante el auge del ciclo del oro

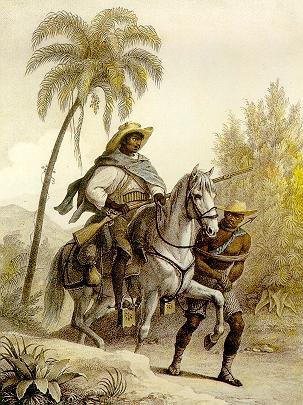
"El cazador de recompensas buscando esclavos fugitivos", 1823, por Rugendas

Como eran vistos como mercancías, o incluso como animales, eran evaluados físicamente, siendo mejor evaluados, y teniendo precio más elevado, los esclavos que tenían dientes buenos, piernas finas, cadera estrecha y talones altos, en una evaluación eminentemente racista. El precio de los esclavos siempre fue elevado comparado con los precios de las tierras, estas abundantes en Brasil. Así, durante todo el periodo colonial brasileño, en los inventarios de personas fallecidas, el lote (plantel) de esclavos, aun cuando en pequeño número, siempre era evaluado por un valor, en mil-réis, mucho mayor que el valor atribuido a las tierras del hacendado. Así, la muerte de un esclavo o su fuga representaba, para el hacendado, una pérdida económica y financiera inmensa.
El transporte era hecho de África hacia el Brasil en los sótanos de los navíos negreros. Amontonados, en condiciones inhumanas, en el comienzo de la travesía muchos morían antes de llegar a Brasil, siendo sus cuerpos lanzados al mar. Por eso, el cuidado en el transporte de esclavos aumentó para que no hubiera perjuicio. Las condiciones de la tripulación de los navíos no era mucho mejor que la de los esclavos.
La esclavitud en Brasil llevó a la formación de muchos quilombos que traían inseguridad y frecuentes perjuicios a viajeros y productores rurales. En Minas Gerais, por ejemplo, en torno a la Camino de Goiás, la Picada de Goiás, único acceso al actual centro-oeste de Brasil, el Quilombo del Ambrósio, el mayor de Minas Gerais fue así descrito por Luís Gonzaga de Fonseca, en su "Historia de Oliveira":
La esclavitud vino al Brasil a través del mercantilismo: los negros africanos venían a sustituir a los nativos brasileños en la producción de caña, pues ese tráfico lucraba a la Corona Portuguesa, que recibía los impuestos de los traficantes. Hasta 1850, la economía estaba casi exclusivamente movida por el brazo esclavo. El cautivo estaba en la base de toda la actividad, desde la producción del café, azúcar, algodón, tabaco, transporte de cargas, a las más diversas funciones en el medio urbano: carpintero, pintor, albañil, zapatero, herrero, ebanista, entre otras, aunque varias de esas profesiones fueran ejercidas principalmente por cristianos nuevos.

### Diario del esclavo

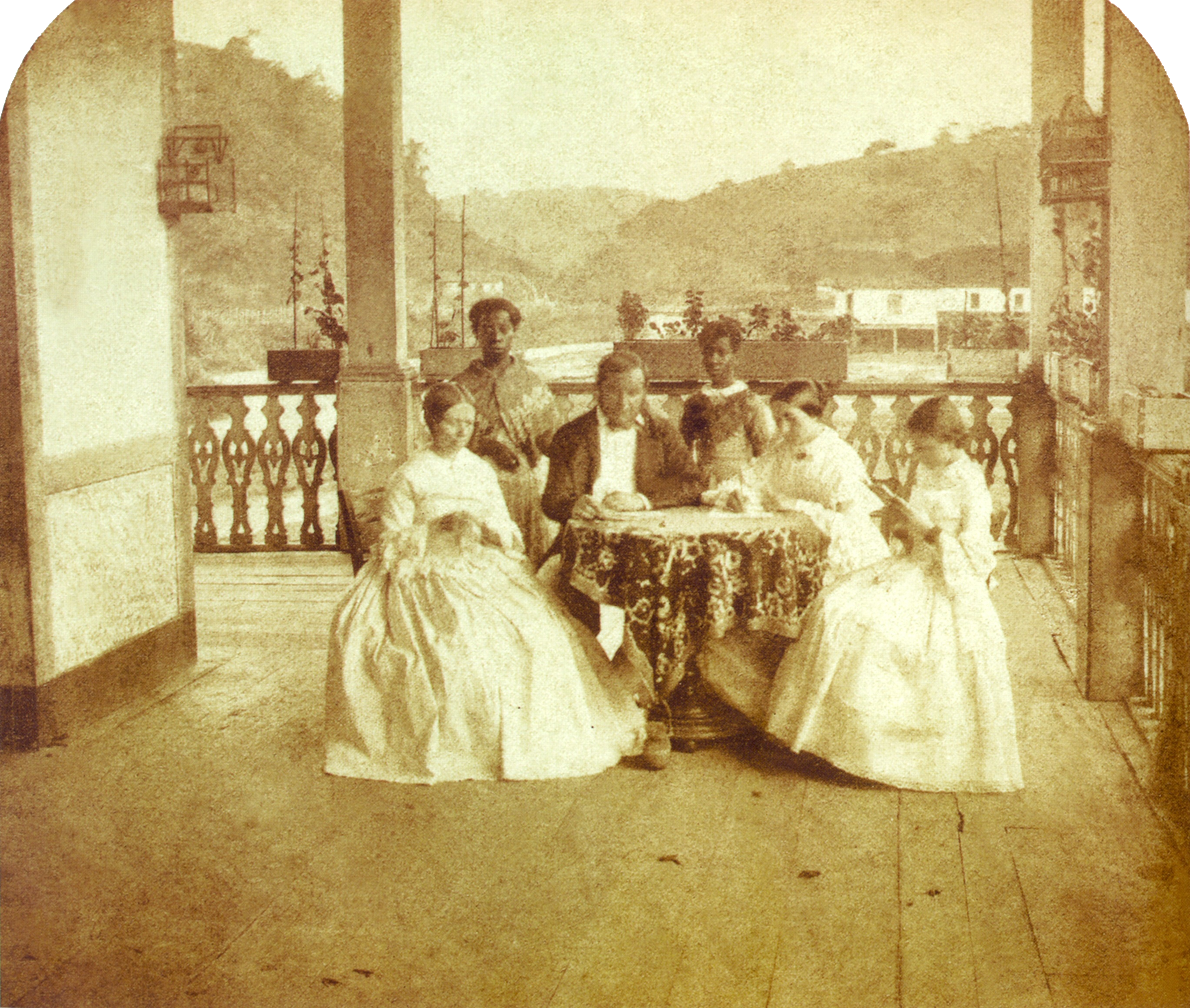
Una familia brasileña y sus esclavas domésticas, c. 1860

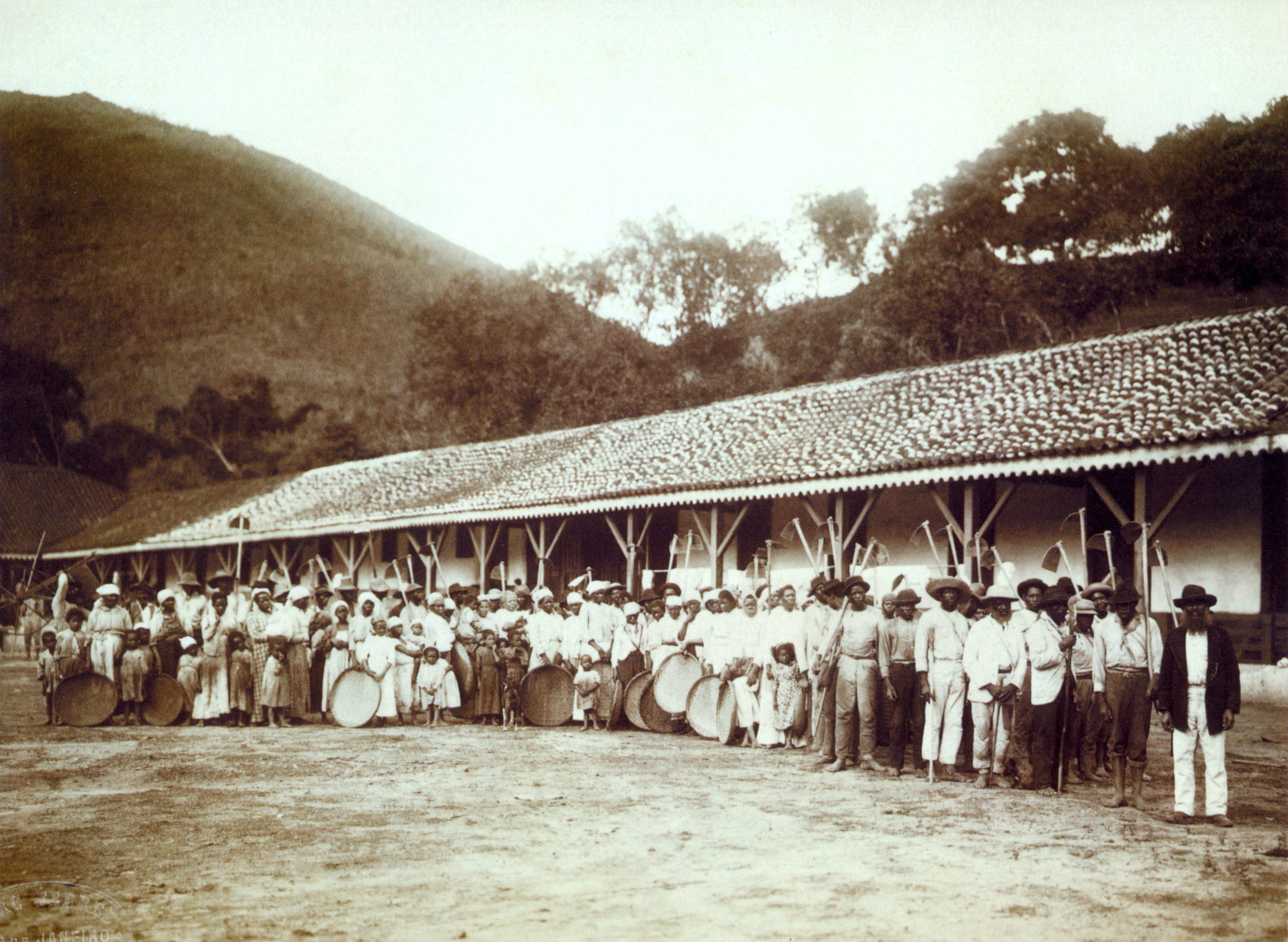
Esclavos (incluyendo sus hijos) reunidos en una hacienda de café en Brasil, c. 1885 (Marc Ferrez)

Escenas de la esclavitud, diseñadas por Agostini y publicadas en 1886

Fueron múltiples las experiencias de esclavitud en Brasil. Mientras en las grandes propiedades los esclavos acostumbraban a vivir en senzalas colectivas, no era inusual ver en pequeñas propiedades esclavos viviendo en la misma casa de sus señores. De esta formas, podemos pensar en diferentes relaciones entre señores y esclavos.
Los esclavos trabajaban en los más diferenciados oficios, como carpinteros, zapateros, albañiles, cortadores de caña, carniceros en las charqueadas y trabajos domésticos, como cocineras, ama de leche, planchadoras, entre otros. De forma general, mientras más especializado era considerado el oficio, más alto era el precio del trabajador esclavizado. Muchos eran alquilados o trabajaban para sí mismos y eran obligados a pagar un jornal (especie de tasa mensual previamente estipulada) a sus señores.
En función de la diversidad de experiencias de cautiverio, no es posible generalizar el trabajo en los cafetales del sudeste o en los ingenios de azúcar en el nordeste para el resto del país. A pesar de que la violencia fue un factor importante del mantenimiento del sistema esclavista, la negociación era igualmente importante. La resistencia violenta acostumbraba a producirse solo cuando no existía ya posibilidad de negociación. Por más violentas que fueran las acciones de los señores, los esclavizados resistieron de diversas formas (ver tópico de resistencia a la esclavitud, en este mismo artículo). Muchos esclavizados consiguieron formar familias y ahorrar dinero para la compraventa de su propia manumisión o de sus familiares.[cita requerida]
Sobre las formas de castigo, la ley número 4 de 10 de junio de 1835 prohibía a los esclavos  causar cualquier tipo de ofensa o agresión al patrono y a los compañeros que con él vivían, castigándolos con azotes o, en la mayoría de los casos, con la pena de muerte (Ley número 4 de 10 de junio de 1835- pág. 5). Esta ley solo sería parcialmente revocada en 1886 por la ley número 3 310, de 15 de octubre de 1886, dos años antes de la abolición de la esclavitud, en cuanto a la imposición de la pena de azotes. (Ley número 3.310 de 15 de octubre de 1886- pág. 52).
Afirmación opuesta sobre como el esclavo era tratado por sus señores hizo el cafeicultor y diputado provincial paulista Martinho de Silva Prado Júnior (Martinico Prado), en la sesión de la Asamblea Provincial de São Paulo de 16 de marzo de 1882. Condenando la prohibición del comercio de esclavos entre las provincias brasileñas, Martinico Prado relata, a los diputados paulistas, que muchos propietarios de esclavos de Minas Gerais no querían separarse de sus esclavos, cuando inmigrasen a São Paulo:
Los discursos de Martinico Prado en la Asamblea Provincial paulista fueron transcritos en el libro del "centenario de Martinico Prado", intitulado "In Memoriam, Martinico Prado, 1843-1943 editado en São Paulo por la Editora Elvino Pocai.
La pena de azote para el esclavo solo fue abolida por ley imperial de 1885, poco antes de la Ley Áurea, lo que ocasionó fugas en masas de esclavos los últimos años de la esclavitud en Brasil, hecho denunciado en los debates sobre la Ley Áurea:

### Papel de los africanos

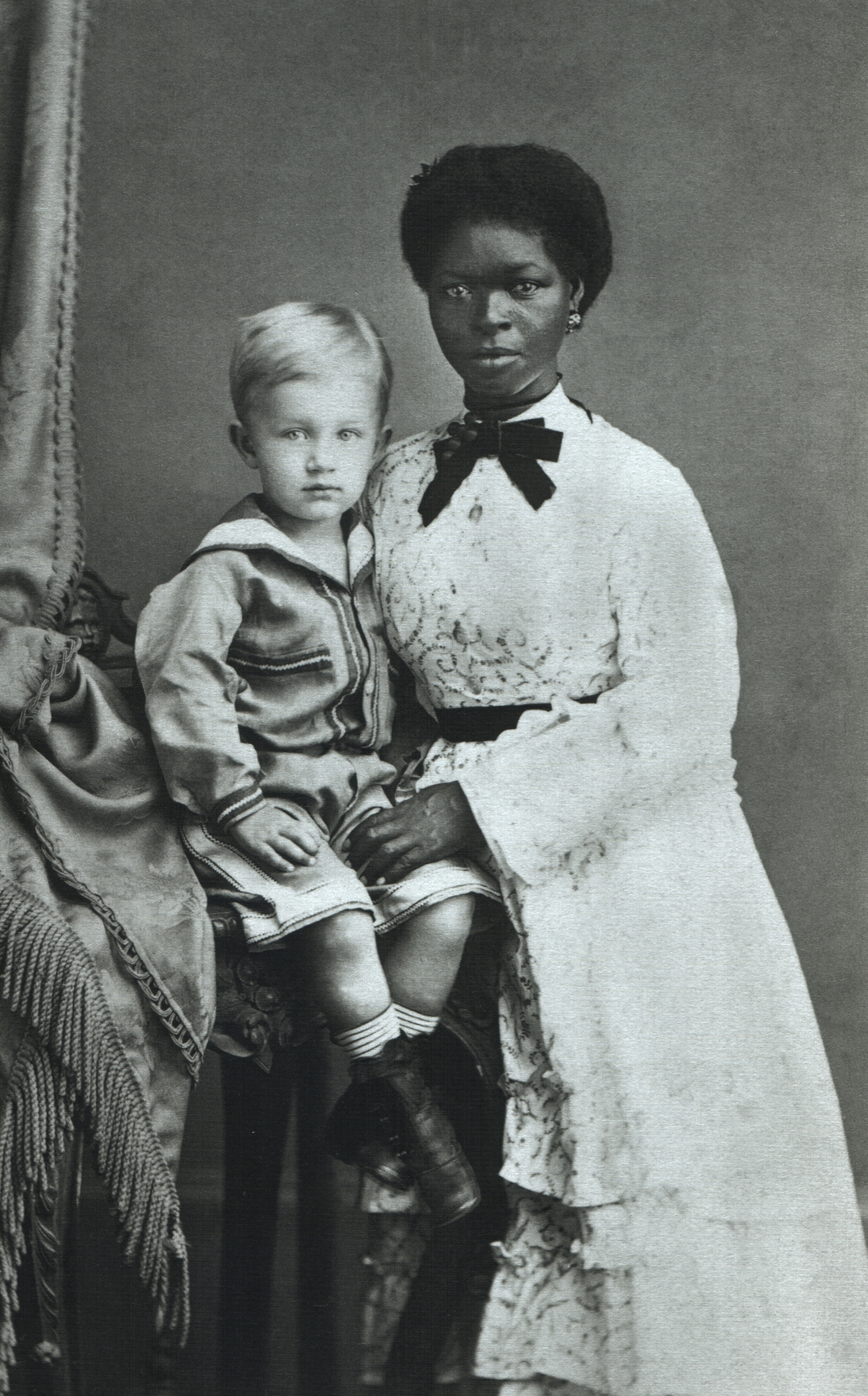
Esclava babá y ama de leche con el niño Eugen Keller en la provincia de Pernambuco, 1874

Por mucho tiempo, la historiografía brasileña ignoró el papel de africanos y sus descendientes en el mantenimiento de la esclavitud, tanto en Brasil como en África. Solo a partir de la década de 1990 los historiadores pasaron a dar importancia a la influencia africana en ese sistema, dejando las personas de origen africano de ser tratadas solo como víctimas de la esclavitud, sino también como agentes activos. La esclavitud ya era practicada en África muchos siglos antes de la llegada de los europeos. Desde el siglo VIII reinos africanos al sur del desierto del Saara promovían la captura de personas para ser vendidas a los árabes al norte del desierto. Seis grandes rutas conectaban naciones al sur del Sahara a los pueblos árabes del norte. Los negros africanos atravesaban el desierto para vender a los islámicos algodón, oro, marfil y sobre todo esclavos. Volvían con sal, joyas, objetos metálicos y tejidos para ser entreguados a la nobleza africana. Cuando los portugueses llegaron al reino de Kano, en la actual Nigeria en 1471, encontraron un imperio ya enriquecido hacía por lo menos un siglo gracias a la venta de oro, esclavos, cuero y sal. En algunas regiones africanas la esclavitud ya estaba tan enraizada que los esclavos eran usados como forma de pago de tributos.
La llegada de los europeos al Continente africano solo hizo aumentar un sistema preexistente. Los reinos africanos, que ya se enriquecían con la venta de sus ciudadanos o de enemigos vecinos como esclavos para los árabes, se liucraron aún más con la demanda de mano de obra de los europeos. Los africanos monopolizaban prácticamente todo el sistema esclavista dentro de África. La participación europea se limitaba a los fuertes situados en el litoral donde los esclavos serían embarcados para las Américas. La tarea de capturar a los futuros esclavos y llevarlos al litoral para ser vendidos para los europeos era hecha por los propios africanos, al mando de la nobleza africana, que enriquecía sus reinos con ese comercio de personas. El rey africano Osei Kwame, del Imperio Ashanti, era conocido por vivir en palacios lujosos construidos gracias al dinero que conseguía con la esclavitud.

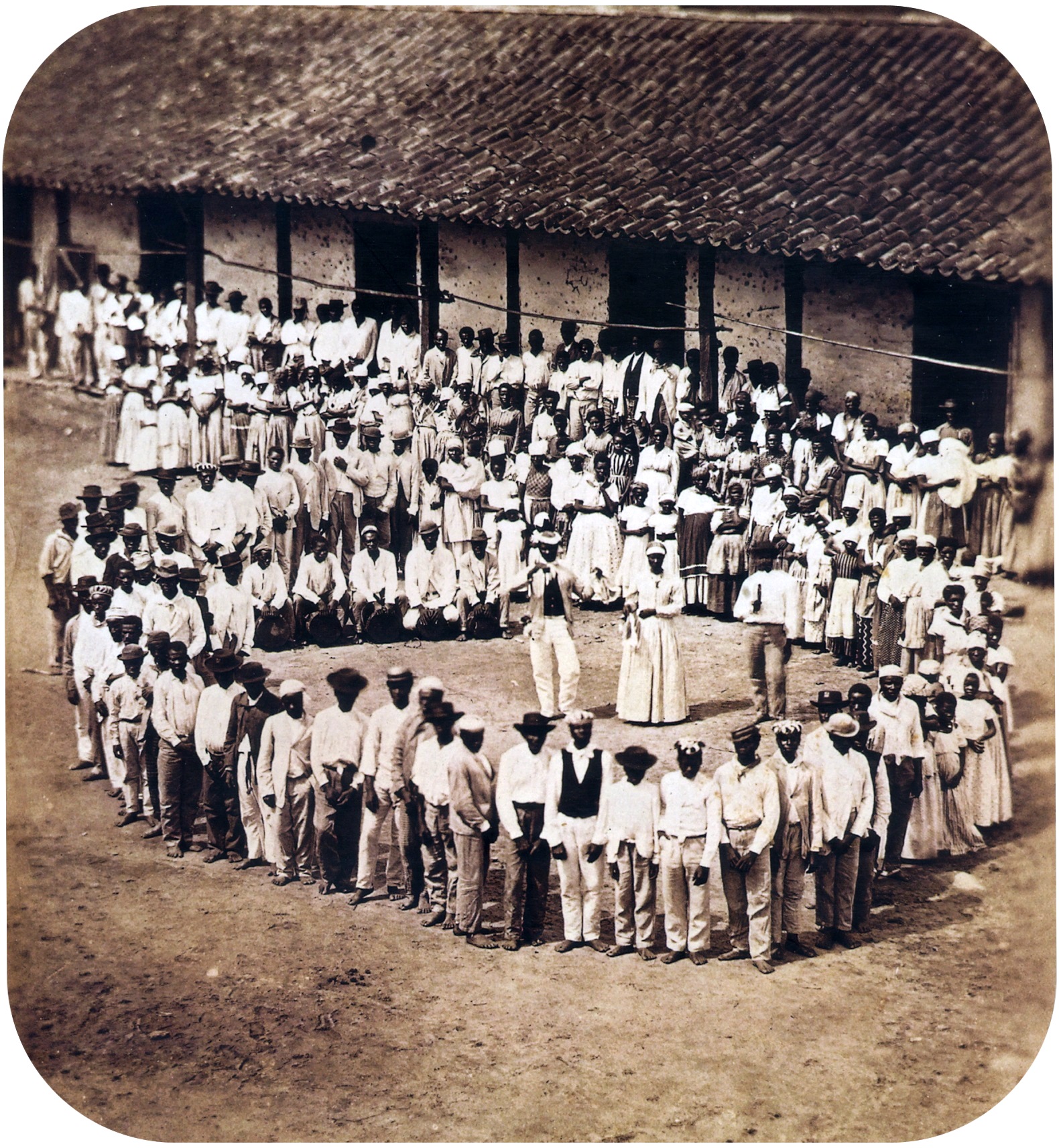
Un gran grupo de esclavos reunidos en una hacienda en la provincia de Minas Gerais, 1876

El repudio organizado y documentado a la esclavitud no surgió en África, sino en Europa. Esto ocurrió a partir del siglo XVIII, a través del iluminismo y sus ideas de libertad e igualdad entre los hombres. La esclavitud solo fue abolida en el siglo XIX gracias al poder de intervención de Inglaterra. El movimiento abolicionista inglés surgió en 1787, liderado por 22 líderes religiosos ingleses. Los abolicionistas se organizaban en comités, dirigidos a difundir en la sociedad inglesa las imágenes de los horrores de la esclavitud, que causaron gran conmoción en la población. Esos grupos consiguieron conquistar muchos simpatizantes, que pasaron a promover boicots en el país. El año 1787, 300 mil ingleses se adhirieron al boicot al azúcar producido por esclavos. Para presionar al Parlamento Británico, los abolicionistas presentaron peticiones en la Cámara de los Comunes para forzar la promulgación de una ley que protegiera el derecho de los negros. Fueron en media 170 peticiones por año, entre 1788 y 1800, llegando a 900 peticiones en 1810. El año 1807, tras años de presiones populares, Inglaterra abolió el tráfico de esclavos, y en 1833 la esclavitud fue abolida en territorio británico. Durante todo ese periodo, fueron más de 5 mil las peticiones con miles de firmas enviadas a la Cámara de los Comunes por ciudadanos británicos pidiendo el fin de la esclavitud. En el siglo XIX, Inglaterra, la superpotencia de la época, pasó a presionar a Brasil para abolir el tráfico negrero y la esclavitud, y ese poder de presión fue decisivo para el fin de la esclavitud en Brasil.

### Africanos y descendientes como señores de esclavo

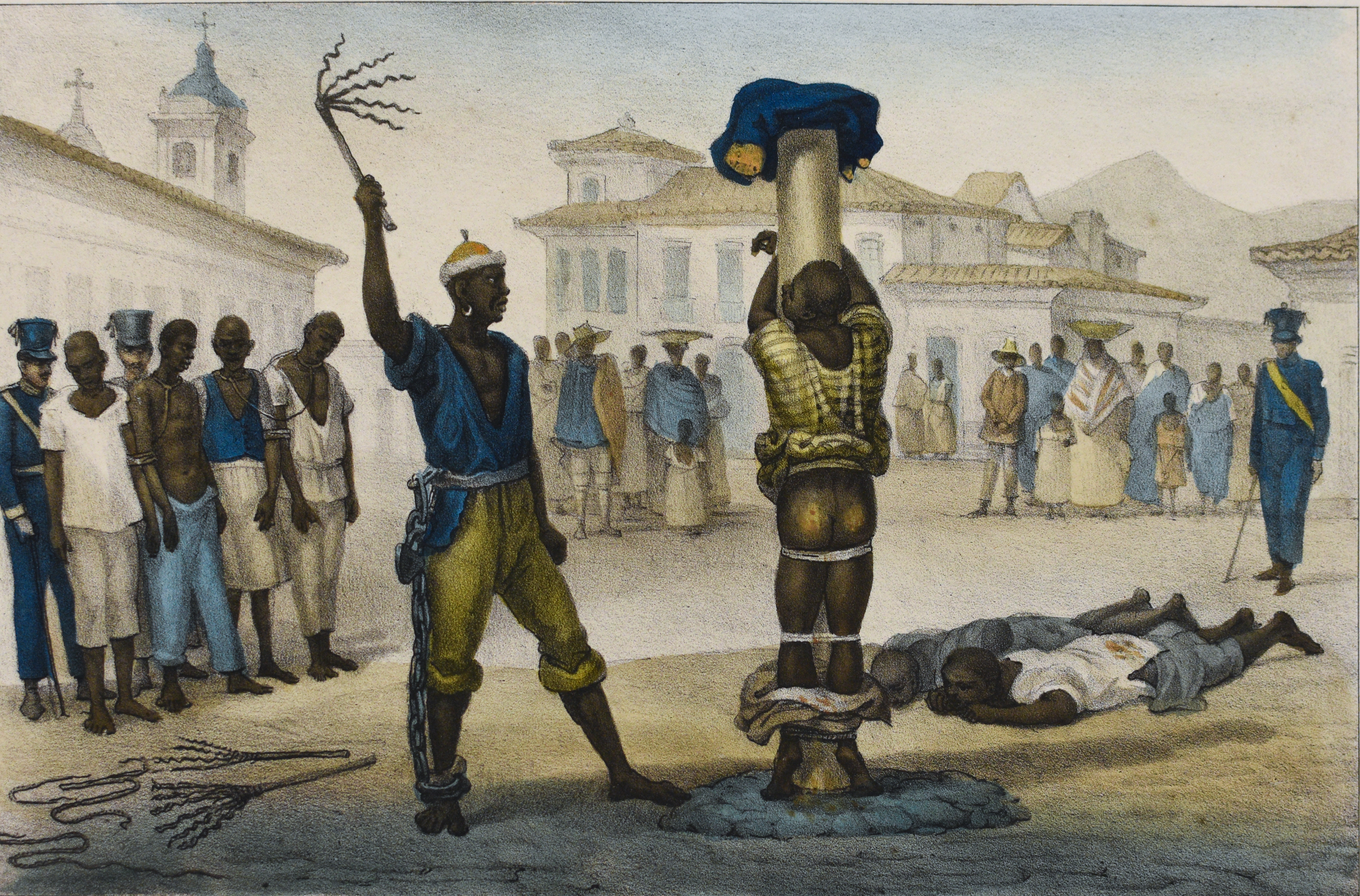
La flagelación pública de un esclavo en Río de Janeiro, por Jean-Baptiste Debret, Voyage pittoresque et Historique au Brésil (1834-1839)

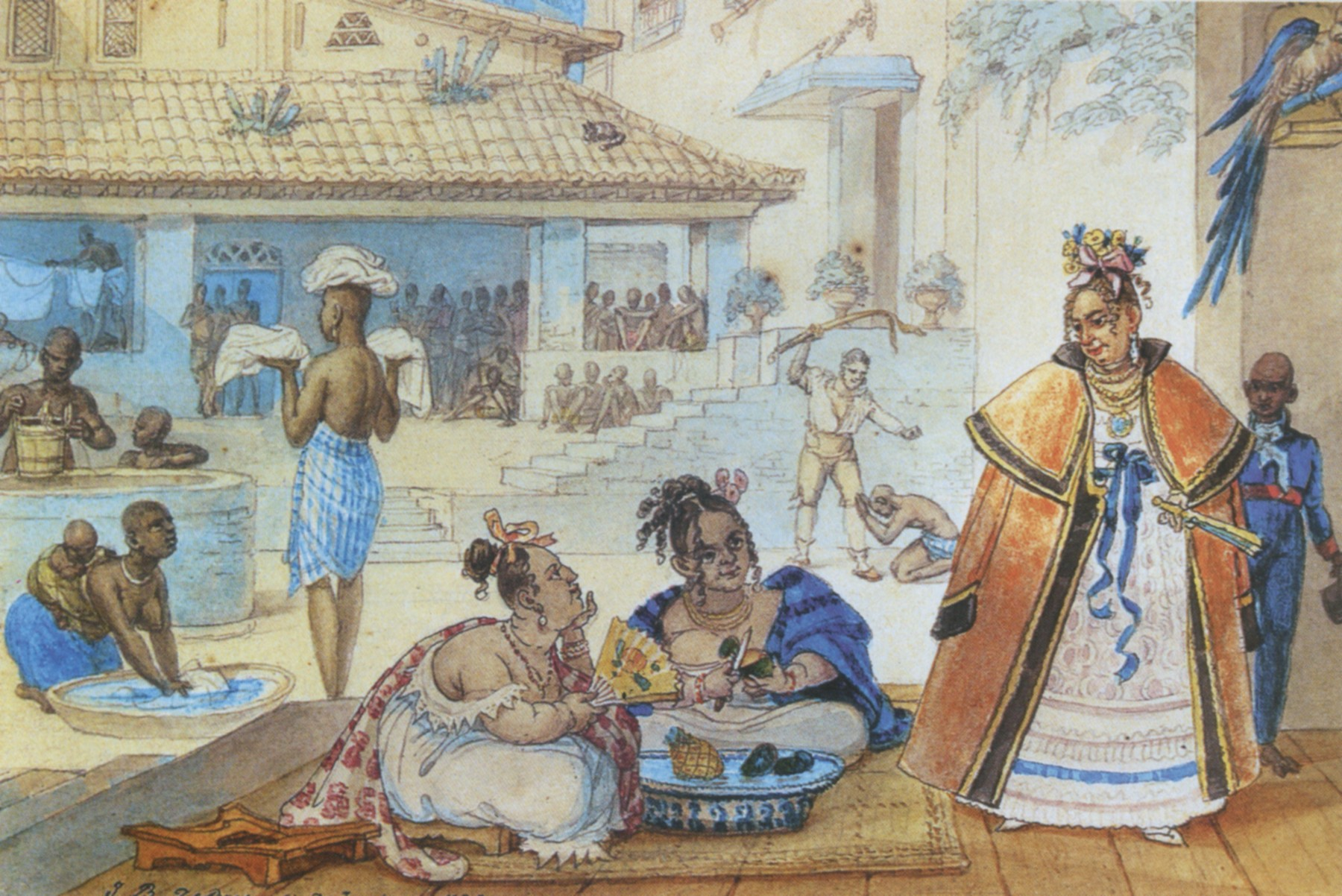
Esclavos domésticos en Brasil en 1820, por Jean-Baptiste Debret

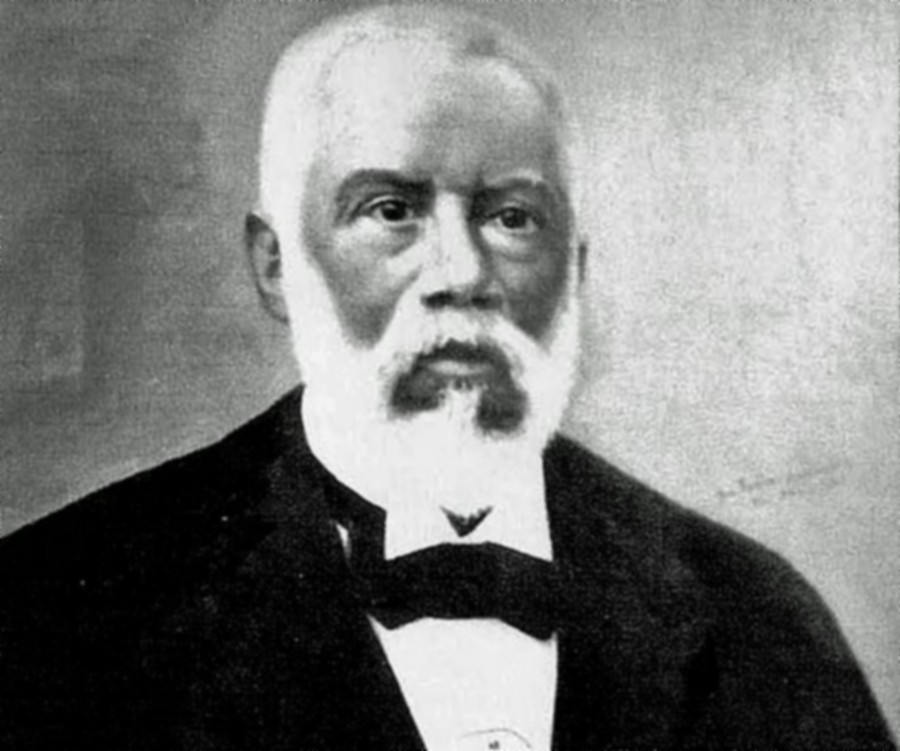
Francisco Paulo de Almeida (1826-1901), primer y único barón de Guaraciaba, título otorgado por la princesa Isabel. Negro, poseía una de las mayores fortunas del período imperial, llegando a poseer aproximadamente mil esclavos.

En Brasil, la participación de africanos y sus descendientes como agentes activos del sistema esclavista también fue crucial. En determinados momentos de la Historia brasileña era común que, después de conseguir la libertad, ex-esclavos adquirieran uno o varios esclavos. Eso ocurrió especialmente en Minas Gerais durante el siglo XVIII. La sociedad minera era esencialmente urbana y eso proporcionaba una gran oportunidad alcista socialmente para las personas, inclusive esclavos. La extracción del oro enriqueció la región y agitaba la economía. zapateros, herreros, sastres, tejedores y sombrereros conseguían enriquecerse. Mujeres esclavas vendían dulces y comidas para los mineros por mandato de su señor y muchas veces conseguían comprar su libertad con el dinero que ahorraban. La carta de manumisión en la época costaba 150 mil réis, equivalente al precio de una casa simple. También era común que los señores estipularan en su testamento que sus esclavos deberían ser libertos después de su muerte. La participación de negros entre la población libre brasileña y entre los señores de esclavos era notable.
En 1830, los negros componían tres cuartos de la población libre de Sabará y el 43% de las casas de personas negras tenían esclavos. En la región de Salvador, la participación de negros y mulatos entre la población señorial también era notable. En el pueblo de Son Gonçalo de los Campos, el 29,8% de los esclavos estaban en  manos de negros y mulatos. En Santiago del Iguape, el 46,5% de los esclavos eran propiedad de negros libres. En Río de Janeiro no era diferente: en Campos de los Goytacazes, negros y mulatos componían el 30% de los señores de esclavos.
La imagen extendida de que los señores de esclavos eran poseedores de grandes plantaciones de esclavos trabajando en las plantaciones o mineros de Brasil no coincide con la realidad de la mayoría en el periodo esclavista. La idea de la rica y ociosa familia señorial, que delegaba todo el trabajo a los esclavos, descrita especialmente por Gilberto Freyre, no era tan común como históricamente se propagó. Estudiando datos sobre esclavos en la región de Salvador, el historiador Bert Barickman encontró que, en media, el 59% de los propietarios de esclavos tenían hasta cuatro esclavos. Solo el 4,5% de ellos tenían más de 20 esclavos y solo el 1% tenía más de 60 esclavos.
Para Barickman, la mayoría de los dueños de esclavos estaba lejos de formar parte de una aristocracia señorial. La mayoría de ellos era de clase baja, no conseguía comprar muchos cautivos y tenía que trabajar codo con codo con sus esclavos para garantizar el sostenimiento de la familia. La presencia de uno o algunos pocos esclavos en la casa no garantizaba, a los miembros de la familia, la prerrogativa de dejar de trabajar: solo daba a la familia mayor grado de seguridad económica a través del aumento de la producción tanto para consumo doméstico cuánto para venta. Analizando el perfil del señor esclavista, Barickman escribió: "ni en la tierra, donde empuñar una azada, ni en la mesa de la cena, donde come con las manos y después  se lame los dedos, podría hacerse pasar por un grande y altivo señor del tipo descrito por Gilberto Freyre".
La hacienda y las senzalas en Minas Gerais también son descritas de manera bien diferente de la del libro Casa-Grande & Senzala por el viajero francés Auguste de Saint-Hilaire en su libro "Viajes a las Nacientes del Río San Francisco":

## Resistencia a la esclavitud

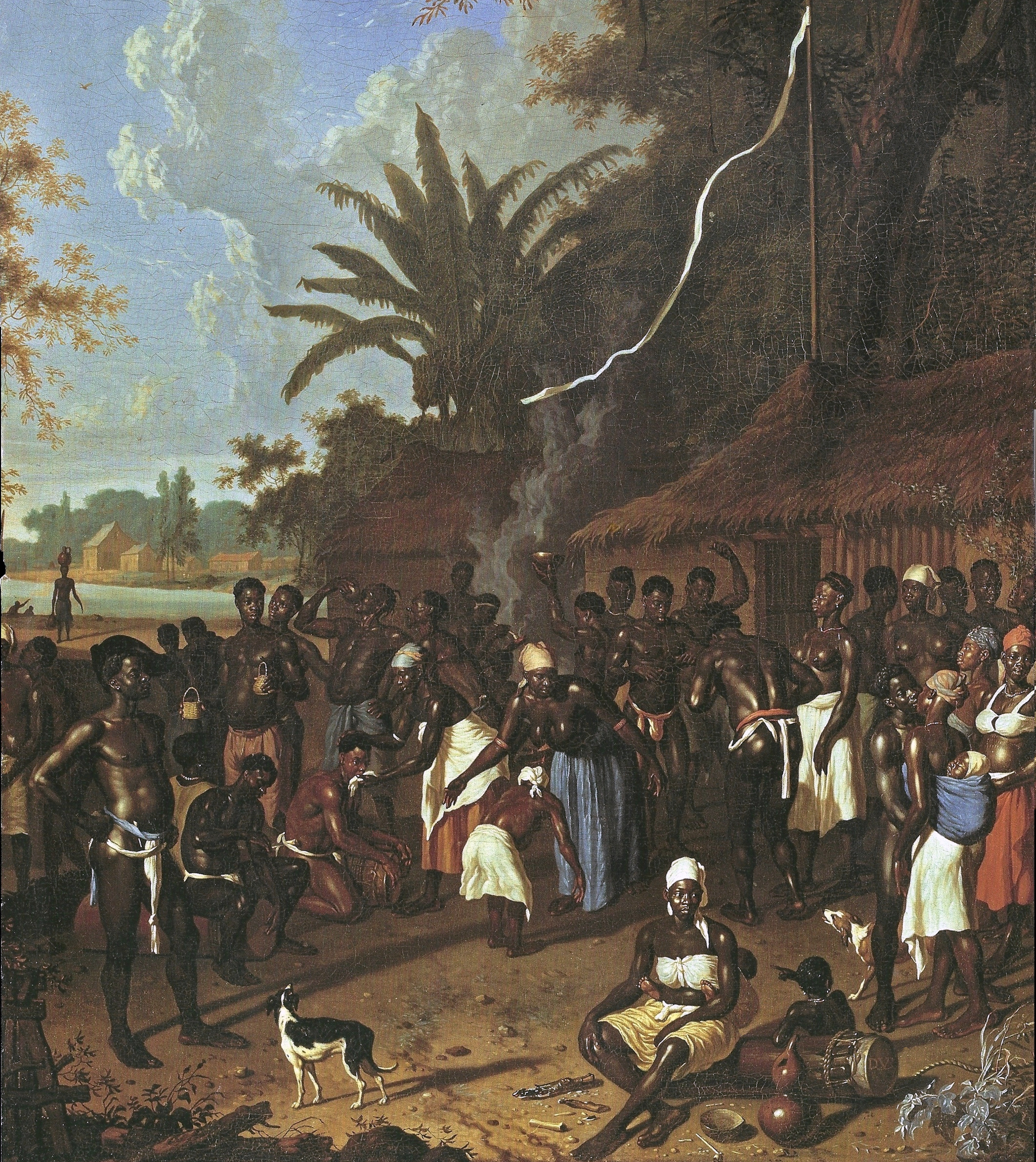
Pintura del de Dirk Valkenburg mostrando esclavos durante una danza ceremonial.

La resistencia esclava puede ser entendida no solo a través de formas violentas de ruptura con el sistema, como las fugas, quilombos y revueltas. Un concepto extendido de resistencia incluye las diversas posibilidades de oposición en el interior del sistema, como las pequeñas faltas, crímenes cometidos por esclavizados, el trabajo mal hecho, la constitución de familias y lazos de solidaridad. Muchos esclavizados negociaron con sus señores, en búsqueda de trabajar para ellos mismos para así acumular dinero, con miras a la posterior compra 
de su libertad. Esta ampliación del concepto fue propuesta y viene siendo utilizada por autores como Genovese , Machado , Chalhoub , Lara , Reyes y Silva .  Para Machado, la resistencia en el interior de la esclavitud, como parece haber optado la mayor parte de los esclavizados, también presuponía la aceptación de normas de convivencia mutua entre señores y esclavizados. A partir de esta perspectiva, se hace necesario analizar la relación señor-esclavo como no guiada solo en la violencia y en el conflicto, sino también en diferentes formas de negociación.
Esta interpretación es posible partiendo de una comprensión de agencia esclava, a partir de la cual los mismos son percibidos como agentes de sus historias, luchando para transformar sus realidades. La teoría del “esclavo-cosa”, defendida por autores como Cardoso , Fernandes y Gorender ,  negaba la posibilidad de acción dentro del sistema esclavista. El esclavo era percibido solo como una mercancía, insertado en un régimen pautado en la violencia y brutalidad. Para estos autores, la acción del esclavismo sobre los negros fuera tan dañina que los redujo a la condición de cosas, dejándolos en estado de anomia y retirándoles todos los trazos de humanidad.
En contraposición a esta teoría, fue hecha una revisión historiográfica en la década de 1980, a partir de la cual son resaltadas la negociación, la agencia de los esclavizados y sus diferentes formas de resistencia. Para Chalhoub, la violencia del sistema esclavista no los transformaba en seres pasivos y receptores automáticos de los valores señoriales. Esta nueva historiografía, por lo tanto, resalta la agencia esclava, insertando al esclavizado en un mundo de estrategias de supervivencia.
Reyes y Silva afirman que existió un espacio de negociaciones, más allá de la violencia. Las reivindicaciones de los esclavizados no se agotaban en la defensa de patrones materiales de vida, sino incluían la defensa de una vida espiritual y lúdica autónoma. Según los autores, los caminos de la ruptura se abrían cuando la negociación fallaba, o ni llegaba a realizarse por intransigencia señorial o impaciencia esclava. De forma general, la sociedad y en general los propietarios siempre estuvieron obligados a reconocer cierto espacio de autonomía para los trabajadores esclavizados.

## Abolición de la esclavitud

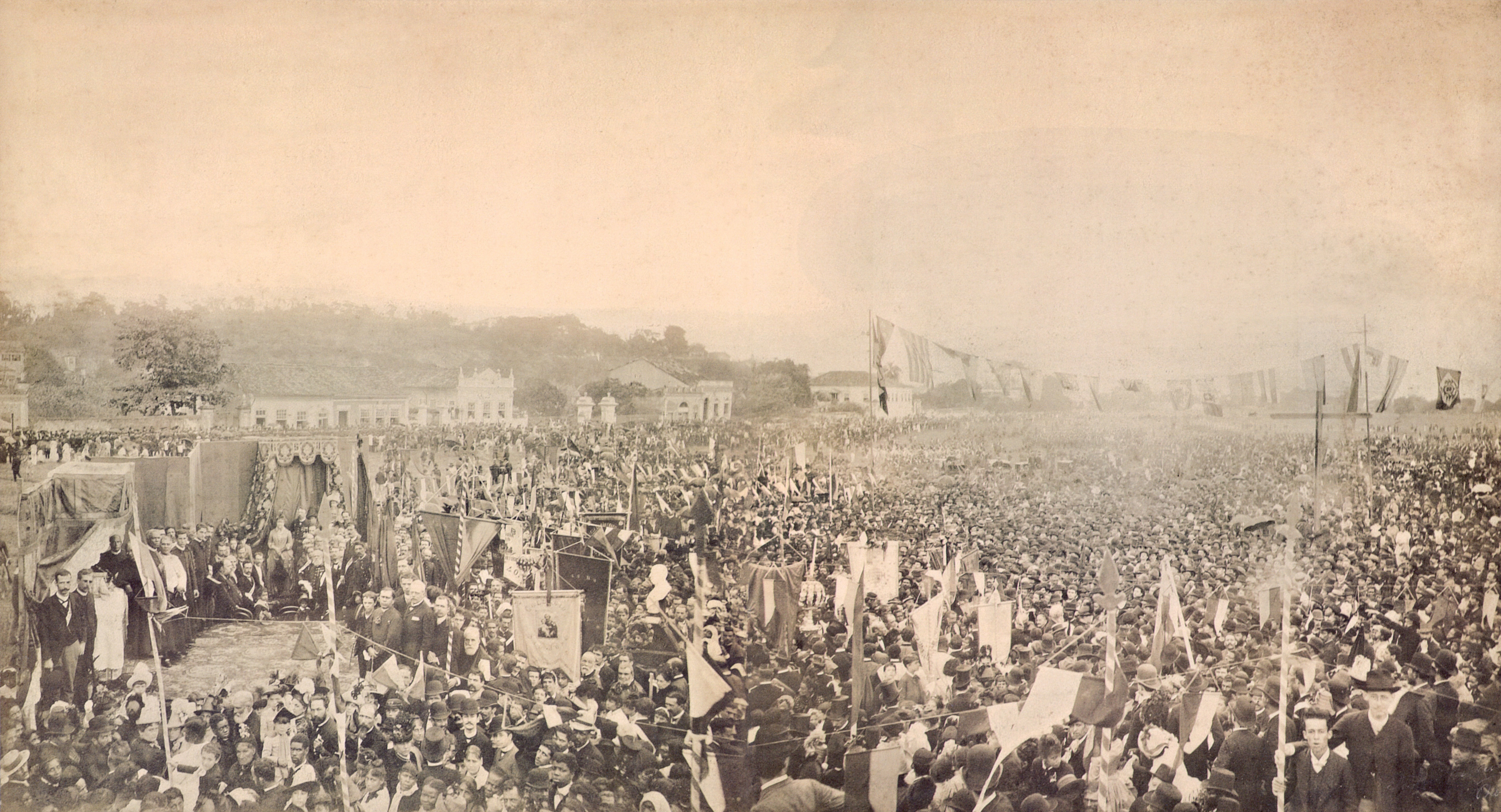
Misa en el campo en Río de Janeiro, reúne a la princesa Isabel y cerca de veinte mil personas para celebrar la Ley Áurea, en 1888. Brasil fue el último país en prohibir el comercio de esclavos en el Atlántico.

Lei Áurea, 1888. Archivo Nacional de Brasil.

En 1845, el parlamento inglés aprobó la llamada Ley Bill Aberdeen (en inglés, Aberdeen Act), que concedía a la Marina Real Británica poderes para apresar cualquier navío envuelto en el tráfico negrero en cualquier parte del mundo. Como consecuencia de la presión inglesa, en 1831 fue promulgada la primera ley que prohibía el tráfico transatlántico de esclavos hacia el Brasil. Esta ley tuvo como consecuencia la reducción del comercio atlántico de esclavos los primeros años. Sin embargo, quedó conocida como la "ley para inglés ver", pues el comercio transatlántico no fue interrumpido efectivamente, retornando con fuerza algunos años después. El comercio transatlántico fue, así, oficialmente terminado, con la Ley Eusébio de Queirós en 1850. Esta ley tuvo como consecuencia el aumento del precio de los esclavizados y la intensificación del tráfico interno de esclavizados dentro del territorio brasileño.
A partir de la década de 1870, la sociedad brasileña y el Ejército pasan a apoyar cada vez menos el sistema esclavista. De esta forma, podemos hablar de una quiebra del paradigma esclavista, en gran medida impulsada por la resistencia cotidiana de los esclavizados. En 1871, fue promulgada la Ley del Vientre Libre, a partir de la cual todo niño nacido de madre esclavizada sería considerada automáticamente libre. Además de esto, esta ley permitía el acúmulo de dinero por los mismos (el pecúlio era el dinero que el esclavizado podía guardar para sí, con vistas a la compraventa de la manumisión).  En esta década, se intensifica el movimiento abolicionista, del cual participaban intelectuales y políticos, como José del Patrocinio y Joaquim Nabuco..
En 1885, es promulgada la Ley de los Sexagenários, a partir de la cual todo esclavizado con más de 65 años sería considerado libre. El día 13 de mayo de 1888, la esclavitud fue abolida oficialmente por la Ley Áurea, siendo Brasil el último país en abolir la esclavitud. Estas leyes deben ser vistas como resultado de una presión combinada de la resistencia de los esclavizados y de la creciente aceptación del movimiento abolicionista en la sociedad.

## Legado
Tanto los indígenas como los esclavos africanos fueron elementos esenciales para la formación no solamente de la población, sino también de la cultura brasileña. La diversidad étnica producida en Brasil transcurre del proceso de mestizaje entre colonos europeos (portugueses), indígenas y africanos. La cultura brasileña, por su parte, presenta fuertes trazos tanto de la cultura indígena brasileña cuánto de la cultura africana. Desde la culinaria, donde se observa en el vatapá y el caruru y llegando hasta la lengua portuguesa, es imposible no percibir la influencia de la cultura de los pueblos que fueron esclavizados en Brasil.
El origen de la feijoada brasileña ha sido blanco de controversias: algunos afirman que, al contrario de la idea que está ampliamente difundida, no tiene origen entre los esclavos, sino en un plato portugués. En ese aspecto, sin embargo, es importante resaltar que las partes de los cerdos utilizados en la preparación de la feijoada no eran usadas por los esclavizadores, lo que refuerza la tesis de que, como en otros espacios de la cultura brasileña, hubo una reelaboración a partir de lo que los negros disponían para su alimentación.